# 응천군
응천군 이돈(凝川君 李潡, 1579년 3월 3일 ~ 1617년 12월 17일)은 조선 중기의 왕족이며, 도정궁(都正宮)의 사손(嗣孫)이다. 덕흥대원군의 증손이며, 선조의 종손이고, 하원군(河原君) 이정(李鋥)의 손자이다. 생전의 최종 관직은 명선대부 응천도정이며 사후 응천군에 추봉되었다. 자는 경연(景淵)이다.

## 생애
조선 중기의 왕족으로 본관은 전주, 휘는 돈(潡), 자는 경연(景淵)이다. 덕흥대원군의 증손자로 할아버지는 선조의 백형(伯兄)인 하원군(河原君) 이정(李鋥)이고, 아버지는 종실 당은군(唐恩君) 이인령(李引齡)이며, 어머니는 판서(判書) 밀양인(密陽人) 박계현(朴啓賢)의 딸로 밀양군부인(密陽郡夫人) 박씨(朴氏)이다.
부인은 감사(監司) 성주인(星州人) 이욱(李稶)의 딸로 성산군부인(星山君夫人) 이씨(李氏)이다.
당은군의 장남으로 기묘(己卯) 1579년(선조 12년) 3월 3일 태어났다. 처음 응천부정(凝川副正)에 제수되었다가 명선대부(明善大夫)에 가자되고 응천도정(凝川都正)에 봉작되었다.
정사(丁巳) 1617년(광해 9년) 12월 17일 향년 39세로 사망하였다. 사후 증(贈) 정의대부(正義大夫) 응천군(凝川君)에 증직되었다.
처음에는 경기도 양주군 수락산 건좌, 덕흥대원군 묘소 근처에 안장되었으며, 현재 묘소는 경기도 남양주시 별내동 덕릉마을 내 덕흥사(德興祠) 후록에 있다.

## 가족관계
- 증조부 : 덕흥대원군(德興大院君, 1530년 - 1559년)
- 조부 : 하원군 이정(河原君 李鋥, 1545년 - 1597년)
- 아버지 : 당은군 이인령(唐恩君 李引齡, 1562년 - 1615년)
- 어머니(생모) : 밀양군부인 박씨(密陽郡夫人 朴氏, 1562년 - 1588년), 밀양인(密陽人) 판서(判書) 박계현(朴啓賢, 1524년 - 1580년)의 3녀.
- 어머니(계모) : 풍양군부인 조씨(豊壤郡夫人 趙氏, 1571년 - 1629년), 풍양인(豊壤人) 현령(縣令) 조희철(趙希轍)의 딸.
  - 동생 : 밀성부정 이면(密城副正 氵眄, 1582년 - 1606년)
  - 동생 : 밀산군 이찬(密山君 李澯, 1585년 - 1658년)
  - 동생 : 풍래군 이번(豊萊君 李繁, 1593년 - 1647년)
  - 동생 : 해성부정 이권(海城副正 李淃, 1595년 - 1637년)
  - 동생 : 파성부수 이유(坡城副守 李渷, 1597년 - ?년)
  - 여동생 : 전주인(全州人) 최계훈(崔繼勳)에게 출가.
  - 여동생 : 풍천인(豊川人) 임형백(任衡伯)에게 출가.
  - 여동생 : 여흥인(驪興人) 이우백(李友白)에게 출가.
  - 여동생 : 전주인(全州人) 최숙(崔琡)에게 출가.
  - 여동생 : 성주인(星州人) 이흥선(李興先)에게 출가.
- 부인 : 성산현부인 성주이씨(星山縣夫人 星州李氏, 1583년 5월 28일 - 1654년 9월 25일), 감사(監司) 성주인(星州人) 이욱(李稶)의 딸.
  - 장남 : 동돈녕 이정한(李挺漢, 1601년 - 1671년)
  - 2남 : 증 이판 이석한(李錫漢, 1614년 - 1677년)

## 기타
조선중기 임진왜란 때의 장군 박진의 작위도 응천군이다.
또한 그의 10대손 중에도 같은 이름을 쓰는 동명이인 이돈(李燉)이란 인물이 있었다. 그러나 응천군의 10대손인 조선후기의 이돈은 서출이었다.

## 같이 보기
- 도정궁
- 덕흥궁
- 박진
- 송시열